# 7인의 난폭자
"7인의 난폭자"는 한국에서 제작된 김시현 감독의 1966년 영화이다. 강신성일 등이 주연으로 출연하였고 차태진 등이 제작에 참여하였다.

## 출연

### 주연
- 강신성일
- 독고성
- 최지희
- 김성옥

## 기타
- 조명: 고해진
- 미술: 홍성칠